# Sandflächenverfahren
Das Sandflächenverfahren (auch Sandfleckverfahren oder englisch sand patch test) ist ein volumetrisches Verfahren zur Bestimmung der Rauheit, bzw. der Textur einer Oberfläche mit Hilfe von Quarzsand. Es wird auch häufig nach N. Kaufmann, der das Verfahren 1971 in Deutschland eingeführt hat, als Kaufmann-Verfahren bezeichnet. Vorlage dafür war eine bereits seit 1960 in England existierende Prüfvorschrift, zum sand patch test.
Zur Anwendung kommt das Verfahren beispielsweise bei der Zustandserfassung und -bewertung von Verkehrsflächen im Straßenbau, bei der Betoninstandsetzung zur Prüfung des Materialbedarfs und der Untergrundhaftung für Beschichtungen oder Betonersatzsysteme sowie zur Beurteilung von Verbundfugen bei Betonfertigteilen mit Ortbetonergänzung.

## Verfahren
Ziel des Sandflächenverfahrens ist die Bestimmung der mittleren Rautiefe der zu prüfenden Oberfläche. Dazu wird ein bestimmtes Volumen Quarzsand (z. B. 25 cm³ oder 50 cm³) auf die Oberfläche geschüttet und ohne Druck kreisförmig verteilt, bis die Vertiefungen in der Oberfläche gerade eben gefüllt sind. Aus dem Durchmesser der Sandfläche lässt sich die mittlere Rautiefe {\displaystyle R}t bzw. die mittlere Oberflächentexturtiefe MTD berechnen:
{\displaystyle R}t {\displaystyle ={\frac {40\cdot V}{\pi \cdot d^{2}}}}
mit:
{\displaystyle R}t – mittlere Rautiefe in mm
{\displaystyle V} – Volumen des verteilten Sandes in cm³
{\displaystyle d} – Durchmesser der Sandfläche in cm
Aus dem ursprünglichen Kaufmann-Verfahren wurden vier weitere Prüfungsvarianten (siehe Tabelle) entwickelt, die in unterschiedlichen Anwendungsbereichen zum Einsatz kommen. Diese Varianten unterscheiden sich hinsichtlich der Korn- bzw. Partikelgrößen, weshalb die damit erzielten Ergebnisse bei geringen Rautiefen unter etwa {\displaystyle R}t  = 0,7 mm nicht ohne Weiteres vergleichbar sind. DIN EN 13036-1 schreibt Glassand (Glasperlen) statt Quarzsand als Prüfmittel vor. Weitere Verfahrensunterschiede bestehen zwischen Art und Durchmesser der einzusetzenden Verteilerscheiben sowie zwischen der vorgeschriebenen Anzahl an Durchmesserbestimmungen. Dies kann bei Abweichungen von der Kreisform des Sandflecks von Bedeutung sein. Nach DIN EN 13036-1 beträgt der Messbereich 0,25 mm bis 5 mm. Für die anderen Verfahrensvarianten gibt es keine vergleichbaren Angaben. Bei einer Partikelgröße von 0,5 mm dürfte die Untergrenze des Messbereichs jedoch entsprechend höher liegen. Nach DAfStb Rili sind je Prüfbereich mindestens 3 Messstellen vorzusehen, nach DIN EN 13036-1  je Fahrbahnoberflächentyp mindestens vier.
| Vorschrift      | Art des Prüfmittels                         | Partikelgrößenbereich des Prüfmittels | Menge des Prüfmittels     | Verteilerscheibe                                                                                       |
| --------------- | ------------------------------------------- | ------------------------------------- | ------------------------- | --- |
| DAfStb Rili SIB | trockener Quarzsand                         | 0,1 mm – 0,3 mm                       | 25 cm³ – 50 cm³           | runde Hartholzscheibe, ø = 50 mm, d = 10 mm                                                            |
| ZTV-ING         | trockener Quarzsand                         | 0,1 mm – 0,5 mm                       | 25 cm³ – 50 cm³           | runde Hartholzscheibe, ø = 50 mm, d = 10 mm                                                            |
| Kaufmann        | Normsand I fein (DIN 1164 : 1958-12)        | 0,063 mm – 0,2 mm (Sieblinie)         | 14 g (entspr. ca. 10 cm³) | runde Hartholzscheibe, ø = 50 mm, d = 10 mm                                                            |
| DIN EN 13036-1  | Glassand (im Wesentlichen runde Glaskugeln) | 0,18 mm – 0,25 mm                     | > 25 cm³                  | flache und harte Scheibe, ø = 65 ± 1 mm, m = 305 ± 10 g, d = 6 mm mit Hartgummiauflage, d = 2 ± 0,5 mm |
| DIN EN 1766     | trockener Quarzsand                         | 0,05 mm – 0,1 mm                      | 5 cm³ – 25 cm³            | Holzscheibe, ø = 65 ± 5 mm, d = 15 ± 0,5 mm mit Hartgummiauflage, d = 1,5 ± 0,5 mm                     |

## Vor- und Nachteile
Vorteil des Sandflächenverfahrens ist die einfache und schnelle Durchführung ohne spezielle Prüfeinrichtungen. Da es sich um ein volumetrisches Verfahren handelt, können damit sehr gut die Verbrauchsmengen und Schichtdickenzuschläge für die Reprofilierung von Oberflächen abgeschätzt werden. Auch für die Bestimmung des Drainage- bzw. Verdrängungsraumes von wasser- bzw. gleitmittelbelasteten Verkehrsflächen oder Fußböden liefert diese Methode brauchbare Anhaltswerte.
Nachteilig ist, dass die Oberfläche nur gering geneigt sein darf. Eine Durchführung an Wänden oder über Kopf ist nicht möglich, sodass das Verfahren z. B. in der Betoninstandsetzung nur bedingt anwendbar ist. Außerdem hängt das Ergebnis stark von der prüfenden Person ab und es muss daher insbesondere bei größeren Rautiefen mit erheblichen Streuungen gerechnet werden. Dies ist bei sehr rauen Oberflächen vor allem auf den auslaufenden, unregelmäßigen und daher schwer zu definierenden Rand des Sandflecks zurückzuführen. Die Auswirkungen auf das Prüfergebnis lassen sich zum Teil durch den Einsatz ausreichend großer Sandvolumina und Sandfleckdurchmesser > 15 cm reduzieren.
Die DIN EN 13036-1 weist darauf hin, dass die Form, Größe und Verteilung der Gesteinskörnung in den zu untersuchenden Oberflächen Merkmale der Oberflächentextur sind. Diese werden bei diesem Prüfverfahren nicht berücksichtigt. Das Prüfverfahren liefert deshalb keine komplette Bewertung der Merkmale der Oberflächentextur. Daher ist insbesondere bei der Deutung des Ergebnisses Sorgfalt geboten, wenn das Verfahren auf poröse Oberflächen und Oberflächen mit tiefen Rillen angewandt wird.
In Schulz und Schulz und Kahmer wird erläutert, warum bei der Bewertung von Oberflächen hinsichtlich des Adhäsionsverhaltens von aufzutragenden Schichten der volumetrische Ansatz zu pauschal ist und daher weitere Merkmale und Parameter zu berücksichtigen sind.

## Normen und andere Regelwerke
- DIN EN 13036-1 : 2010-10 „Oberflächeneigenschaften von Straßen und Flugplätzen – Prüfverfahren – Teil 1: Messung der Makrotexturtiefe der Fahrbahnoberfläche mithilfe eines volumetrischen Verfahrens“
- DIN EN 1766 : 2017-05 „Produkte und Systeme für den Schutz und die Instandsetzung von Betontragwerken – Prüfverfahren – Referenzbetone für Prüfungen“
- DAfStb-Richtlinie Schutz und Instandsetzung von Betonbauteilen (Instandsetzungs-Richtlinie). Hrsg.: Deutscher Ausschuss für Stahlbeton (DAfStb). Berlin: Beuth Verlag, Oktober 2001.
- ZTV-ING Zusätzliche Technische Vertragsbedingungen und Richtlinien für Ingenieurbauten. Hrsg.: Bundesanstalt für Straßenwesen (BASt), Stand Oktober 2021.